# Ognes (Oise)
Ognes è un comune francese di 264 abitanti situato nel dipartimento dell'Oise della regione dell'Alta Francia.

## Società

### Evoluzione demografica
Abitanti censiti